# Linay
Linay ist eine französische Gemeinde mit 219 Einwohnern (Stand: 1. Januar 2022) im Département Ardennes in der Région Grand Est. Die Gemeinde gehört zum Arrondissement Sedan und zum Kanton Carignan.

## Geografie
Linay liegt etwa 28 Kilometer ostsüdöstlich vom Stadtzentrum Sedans in den Argonnen. Umgeben wird Linay von den Nachbargemeinden Puilly-et-Charbeaux im Norden und Osten, Fromy im Südosten, Villy im Süden, Sailly im Westen und Südwesten sowie Blagny  im Westen und Nordwesten.

## Bevölkerungsentwicklung
| 1962                      | 1968 | 1975 | 1982 | 1990 | 1999 | 2006 | 2011 | 2016 |
| ------------------------- | ---- | ---- | ---- | ---- | ---- | ---- | ---- | ---- |
| 297                       | 303  | 256  | 222  | 188  | 210  | 240  | 248  | 264  |
| Quelle: Cassini und INSEE |      |      |      |      |      |      |      |      |

## Sehenswürdigkeiten
- Kirche Saint-Martin aus dem 17. Jahrhundert
- Kapelle Saint-Donat von 1840